# Дзильяра
Дзильяра (фр. Zigliara, корс. Zigliara) — коммуна во Франции, находится в регионе Корсика. Департамент коммуны — Южная Корсика. Входит в состав кантона Тараво-Орнано. Округ коммуны — Аяччо.
Код INSEE коммуны — 2A360.

## Население
Население коммуны на 2008 год составляло 138 человек.
| 1962 | 1968 | 1975 | 1982 | 1990 | 1999 | 2008 |
| ---- | ---- | ---- | ---- | ---- | ---- | ---- |
| 260  | 242  | 229  | 232  | 142  | 125  | 138  |

## Экономика
В 2007 году среди 74 человек в трудоспособном возрасте (15—64 лет) 39 были экономически активными, 35 — неактивными (показатель активности — 52,7 %, в 1999 году было 61,2 %). Из 39 активных работало 38 человек (22 мужчины и 16 женщин), безработным был 1 мужчина. Среди 35 неактивных 3 человека были учениками или студентами, 14 — пенсионерами, 18 были неактивными по другим причинам.
В 2008 году в коммуне насчитывалось 67 облагаемых налогом домохозяйств, в которых проживали 129 человек, медиана доходов составляла 18 565 евро на одного человека.